# Mas Salló d'Armadans
El mas Salló d'Armadans és una mas del municipi de Brunyola i Sant Martí Sapresa (Selva) inclòs en l'Inventari del Patrimoni Arquitectònic de Catalunya.

## Descripció
Es tracta d'un edifici aïllat de dues plantes i coberta de doble vessant a façana, situat a prop de l'ermita de Sant Romà (veure la fitxa corresponent a l'Ermita de Sant Romà, Brunyola). La façana està arrebossada, a excepció dels marcs de pedra de la majoria d'obertures.
Pel que fa a la façana principal, a la planta baixa consta de dues finestres, tapades per vinyes emparrades descuidades, i un portal de mig punt adovellat de grans blocs de granit. Repartida entre les tres dovelles centrals hi ha gravada la següent llegenda:
A O
1 9 1 0
J C
A la primera planta hi ha tres finestres, una d'elles balconera i aparentment reformada durant el segle xix. Les altres dues finestres són emmarcades de pedra. Una d'elles té un arc conopial a la llinda i l'altra un arc deprimit còncau. El ràfec és simple, sense fileres de rajola o teula entre la façana i la teulada, al marge d'una canalera metàl·lica. A la façana hi ha restes d'un rellotge de sol rectangular i pintat de color blanc.
Al voltant de la casa hi ha altres adossats i magatzems. Hi ha un forn adossat a ponent, una zona de treballa agrícola a llevant, una altra separada i un pou, a migdia.